# II. János aragóniai király
Nagy János (spanyolul: Juan el Gran, ismert másik ragadványnevén: Hitetlen János, Juan el Sense Fe; Medina del Campo, Kasztília, 1398. június 29. – Barcelona, Aragónia, 1479. január 19.), házassága révén Navarra királya 1425 szeptemberétől, továbbá fivére örököseként Aragónia és Valencia királya (II. János néven), valamint Szicília királya (I. János néven) 1458 júniusától 1479 januárjában bekövetkezett haláláig.
Születésekor nem sok esély volt rá, hogy valaha is uralkodóvá válik, mivel apja a kasztíliai király, I. János másodszülött fia volt, emellett János maga is szülei, Kasztíliai Ferdinánd és Eleonóra Urraca második fiaként látta meg a napvilágot. Apja 1412-ben nyerte el gyermektelen nagybátya után az Aragóniai Királyság trónját. 1420-ban János feleségül vette Navarrai Blankát, a navarri trón örökösnőjét, akivel 1425-ben az ország uralkodóivá váltak. Fivére, Nagylelkű Alfonz törvényes fiúörökös hiányában Jánosra hagyta trónját, így 1458-ban elfoglalhatta Aragónia és Szicília királyságait is.
Legfőbb ambícióját, hogy megszerezze a Kasztíliai Királyságot már nem sikerült elérnie, ugyanakkor megélte fia, Aragóniai Ferdinánd házasságát Kasztíliai Izabellával, akik később a „Katolikus királyok” néven lettek ismeretesek, mint a mai egységes Spanyolország megteremtői.

## Élete

### Infánsként
Kasztíliai infánsként látta meg a napvilágot, de a kasztíliai trón elnyerésére nagyon kis esélye volt, hiszen apja csak a másodszülött herceg volt Kasztíliában, és ő is apja másodszülött gyermeke volt. Ennek ellenére egész életét a kasztíliai királyi cím megszerzésének a vágya hajtotta, amely sosem teljesedett be számára, de fia, II. Ferdinánd aragóniai király még az ő életében mint I. Izabella kasztíliai királynő férje 1475-ben a Cortestől elnyerte a kasztíliai királyi címet. Gyermekként arra is csak csekély esélye lehetett, hogy valaha király lehet belőle, de első házassága révén, melyet Blanka navarrai trónörökössel kötött 1420-ban, felesége trónra léptekor ő is elnyerte a királyi címet. Apja, I. Ferdinánd aragóniai király 1412-ben megnyerte az aragón örökösödési háborút, és ezzel ő is aragón infáns lett. Anyja Kasztíliai Eleonóra, Alburquerque grófnője volt.
Apja 1414-ben, aragón királlyá koronázásakor a Peñafiel grófja címet adományozza neki. 1415. január 4-én eljegyezték a nála 25 évvel idősebb II. Johanna nápolyi királynővel, majd apja kinevezte a Szicíliai Királyság kormányzójává (alkirályává), és 1415. április 15-én Palermóban át is vette a hivatalát. Ekkor ismerkedett meg jövendőbelijével, a nála 11 évvel idősebb Navarrai Blankával, Szicília özvegy királynéjával, aki addig a régensi teendőket látta el a szigetországban. A nápolyi királynővel, II. Johannával való eljegyzése hamarosan felbomlott, és a nővére gyermektelen halálával navarrai trónörökössé előlépett Blankával jegyezték el.
1420. június 18-án Pamplonában megtartották az esküvőt, és így ő is a királyi cím várományosa lett. 1421. május 29-én megszületik a trónörökös pár fia, Károly herceg, aki nagyapjától, III. Károly navarrai királytól a Viana hercege címet kapja, és a navarrai trónöröklési rendben a második helyre kerül, háttérbe szorítva apját, aki csak felesége életében jogosult a királyi címre apósa végrendelete szerint.

### Navarra királya
1425. szeptember 8-án meghalt III. Károly navarrai király, és trónra lépett lánya, I. Blanka, így János is Navarra királya lesz felesége jogán II. János néven. Számára a navarrai királyi cím csak egy ugródeszkát és pénzügyi forrást jelent a kasztíliai királyi cím elnyeréséhez, mely küzdelemben mind unokatestvére és sógora, II. János kasztíliai király, mind pedig öccse, Henrik, Villena hercege, aki a kasztíliai király egyik nővérét vette feleségül, az útjában állt. 1429. május 15-én koronázták meg a királyi párt Pamplonában navarrai királlyá.

## Gyermekei
- 1. feleségétől, I. (Évreux-i) Blanka (1387–1441) navarrai királynőtől, 4 gyermek:
  - Károly (1421–1461), Viana hercege, IV. Károly néven apja ellenében de iure navarrai király, felesége Ágnes (1422–1448) klevei hercegnő, a házasságukból nem születtek gyermekek, de 4 házasságon kívüli gyermek, többek között:
    - (Ágyasától, María de Armendáriz úrnőtől): Anna (1451–1477), törvényesítve, apja a Navarrai Királyság örökösének jelölte, férje Luis de la Cerda (1438–1501), Medinaceli grófja, 1479-től hercege, 1 leány

  - Johanna (1423–1425) aragón infánsnő
  - Blanka (1424–1464), II. Blanka néven apja ellenében de iure navarrai királynő, férje Kasztíliai Henrik asztúriai herceg, elváltak, 1454-től IV. Henrik néven kasztíliai király, gyermekek nem születtek
  - Eleonóra (1426–1479), aki apja, II. János halála után de iure és de facto navarrai királynő lett I. Eleonóra néven: (1479. január 19. – 1479. február 12.), férje IV. Gaston foix-i gróf, 10 gyermek, többek között:
    - Gaston (1444–1470), Viana hercege, Navarra kormányzója (1469–1470), felesége Valois Magdolna (1443–1495) francia királyi hercegnő, Navarra régense (1479–1494), VII. Károly francia király lánya, 2 gyermek:
      - I. (Foix) Ferenc Phoebus (1467–1483), Navarra királya (1479–1483), nem nősült meg, gyermekei nem születtek
      - I. (Foix) Katalin (1470–1517), Navarra királynője (1483–1517), férje III. (Albret) János (1477–1516) iure uxoris navarrai király, Tartas algrófja, 13 gyermek

    - Péter (1449–1490), Vannes püspöke, bíboros, Navarra régense (1479–1484)
    - János (1450 után–1500), Étampes grófja, Narbonne algrófja, navarrai trónkövetelő (1483–1497), felesége, Valois Mária (1457–1493), XII. Lajos francia király nővére, 2 gyermek, többek között:
      - Foix Germána (1488/90/92–1538), navarrai királyi hercegnő, Aragónia és Navarra királynéja (1513–1516), 1. férje II. Ferdinánd (1452–1516) aragón király, lásd lent, 1 fiú, 2. férje Brandenburgi János (1493–1525) valenciai alkirály, nem születtek gyermekei, 3. férje Aragóniai Ferdinánd (1488–1550) calabriai herceg, IV. Frigyes nápolyi király és Balzo Izabella andriai hercegnő fia, nem születtek gyermekei, 1 fiú az 1. házasságából:
        - (1. házasságából): János (Valladolid, 1509. május 3. – Valladolid, 1509. május 3.), Girona hercege,[3] aragón trónörökös

    - Katalin (1460 után–1494 előtt), férje II. (Foix) Gaston János (1448 körül–1500), Candale grófja, 4 gyermek, többek közt:
      - Candale-i Anna (1484–1506), férje II. Ulászló (1456–1516) magyar és cseh király, 2 gyermek:
        - Jagelló Anna (1503–1547), férje I. (Habsburg) Ferdinánd (1503–1564) magyar, német és cseh király, osztrák főherceg, 15 gyermek
        - II. (Jagelló) Lajos (1506–1526) magyar és cseh király, felesége Habsburg Mária ausztriai főhercegnő, kasztíliai infánsnő (1505–1558), gyermekei nem születtek, 1 természetes fiú
- 2. feleségétől, Juana Enríquez (1425/30–1468) aragón és navarrai királynétól, 4 gyermek:
  - Eleonóra (1447/48–fiatalon)
  - Ferdinánd (1452–1516), II. Ferdinánd néven aragón király, 1. felesége I. Izabella kasztíliai királynő (1451–1504), 6 gyermek, 2. felesége Foix Germána (1488/90–1538) navarrai királyi hercegnő, lásd fent, további 1 fiú+4 természetes gyermek
  - Johanna (1455–1517), férje I. Ferdinánd nápolyi király (1423–1494), 2 gyermek, többek között:
    - Aragóniai Johanna (1477/79–1518), férje II. Ferdinánd nápolyi király (1469–1496), nem születtek gyermekei

  - Mária (1455 körül–fiatalon)
- Ágyasától, Leonor de Escobar úrnőtől, 1 fiú:
  - Alfonz (1417–1495), Ribagorça grófja 1469-től, majd apja kinevezi Villahermosa[4]  hercegévé 1476-ban, felesége Leonor de Sotomayor (1460 körül–1522), 3 gyermek+6 természetes gyermek
- Ágyasától, N. de Ansa úrnőtől, 4 gyermek:
  - János (1429–1475), Zaragoza érseke (1460)
  - Ferdinánd (–1452)
  - Mária (megh. fiatalon)
  - Eleonóra, férje II. (Beaumont-i) Lajos (1430–1508), Lerín grófja és Navarra hadsereg-főparancsnoka, III. Károly navarrai király unokája természetes ágon, 4 gyermek
- Ismeretlen nevű ágyasaitól, 3 gyermek:
  - Alfonz (megh. fiatalon)
  - Ferdinánd, a Szent János Rend nagymestere
  - Henrik, Cefalù püspöke